# الاندواکا
الاندواکا (به لاتین: Alanduwaka) یک منطقهٔ مسکونی در سری‌لانکا است که در استان مرکزی (سری‌لانکا) واقع شده‌است.